# Сабкалова, Таисия Васильевна
Таисия Васильевна Сабкалова (6 января 1928 года, посёлок Хлебовка, Новосергиевский район, Оренбургская область, РСФСР, СССР — 21 октября 2009 года) — советская колхозница, Герой Социалистического Труда.

## Биография
Родилась 6 января 1928 года в посёлке Хлебовка (ныне — Новосергиевский район Оренбургской области). Окончила школу, после чего работала телятницей, дояркой, бригадиром в совхозе.
В своём совхозе и даже в районе бригада Сабкаловой считалась лучшей. За короткий срок Сабкаловой удалось сделать молочно-товарную ферму № 1 лучшей во всём районе, добившись надоев по 3 тысячи килограммов молока от каждой из коров фермы.
Указом Президиума Верховного Совета СССР от 10 марта 1976 года за «выдающиеся успехи, достигнутые во Всесоюзном социалистическом соревновании, и проявленную трудовую доблесть в выполнении заданий 9-й пятилетки и принятых обязательств по увеличении производства и продажи государству продуктов земледелия и животноводства» Таисии Васильевне Сабкаловой было присвоено звание Героя Социалистического Труда с вручением ордена Ленина и золотой медали «Серп и Молот».
Избиралась депутатом Верховного Совета СССР 8-го и 9-го созывов, делегатом XXVI съезда КПСС.
Также награждена медалями.